# -ova
-ova este un sufix întâlnit foarte des în toponimie. În țările slave, acesta reprezintă sufixul feminin pentru multe nume de familie. Acestea se schimbă după sexul noului membru al familiei (ex.: Petrov → Petrova).

## Exemple în toponimie
- Italia: Padova, Genova, Taurianova

- România: Moldova, Prahova, Castranova, Petrova, Craiova, Somova, Răchitova, Gorgova

- Spania: Terra de Celanova

- SUA: Cordova